# Sarah Attar

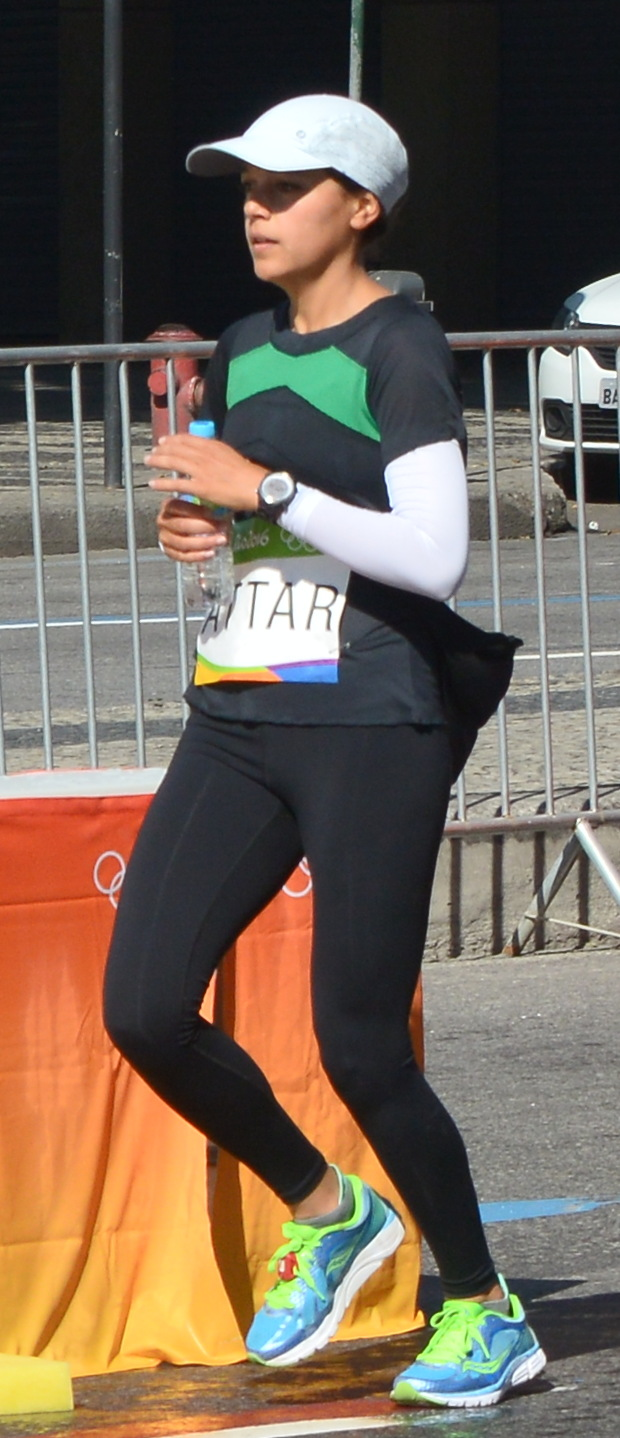
Sarah Attar 2016 bei den Olympischen Spielen in Rio

Sarah Attar (arabisch سارة عطار, DMG Sāra ʿAṭṭār; * 27. August 1992 in Escondido, Kalifornien, USA) ist eine saudi-arabische Leichtathletin auf der Mittel- und Langstrecke. Neben Wojdan Shaherkani war sie bei den Olympischen Sommerspielen 2012 die erste weibliche Teilnehmerin an Olympischen Spielen ihres Landes.

## Biografie
Sarah Attar wurde in den USA geboren und ist dort auch aufgewachsen. Ihre Mutter ist US-Amerikanerin, der Vater stammt aus Saudi-Arabien. Neben der saudischen besitzt sie auch die US-amerikanische Staatsbürgerschaft. Ab 2012 studierte sie als Inhaberin des Rex Hamilton Memorial Art Scholarship an der Pepperdine University in Malibu Kunst.
Aufsehen erregte 2012 die Berufung Attars und der Judoka Wojdan Shaherkani in das olympische Team von Saudi-Arabien, das neben Brunei und Katar bis zu diesen Spielen nie weibliche Athleten teilnehmen ließ. Auf Drängen des Internationalen Olympischen Komitees (IOC), das erstmals bei allen teilnehmenden Nationen auch Frauen vertreten sehen wollte, wurden mit den beiden jungen Athletinnen im Ausland Frauen gefunden, die das Land vertreten konnten. Sie mussten während des Einmarschs der Athleten während der Eröffnungszeremonie hinter ihren männlichen Mitathleten laufen, was auch nicht den Gepflogenheiten anderer Nationen entsprach. Bei ihrer Berufung profitierten beide von vom IOC vergebenen Wild Cards, da sie eine reguläre Qualifikation nicht geschafft hätten. Vorleistungen von Attar bei internationalen Wettbewerben gibt es nicht. Attars erster Einsatz am 8. August, den sie fast am ganzen Körper verhüllt bestritt, war auch erwartungsgemäß der letzte. Attar schied in ihrem Vorlauf über die 800 Meter mit großem Rückstand auf alle anderen Läuferinnen aus. Mit ihrer Zeit von 2:44,95 min lag sie fast eine dreiviertel Minute hinter der Siegerin des Vorlaufs, Janeth Jepkosgei Busienei aus Kenia und fast 49 Sekunden hinter der Siegerin Marija Sawinowa im Finale. Einzig Merve Aydın aus der Türkei lief mit 3:24,35 min eine noch weitaus schlechtere Zeit bei den Spielen. Ihre Bestzeit von 2:40 min verpasste die Athletin, die schon in ihrer Schulzeit aktiv Leichtathletik betrieben hatte.
Als eine der beiden ersten Vertreterinnen bei Olympischen Spielen Saudi-Arabiens bekam Attar eine breite öffentliche Aufmerksamkeit. Sie musste diversen Journalisten Frage und Antwort stehen, profitierte dabei auch von ihrer offenen und selbstbewussten Art. Indirekt beklagte sie dabei die fehlenden Möglichkeiten von jungen Mädchen, in einer Zeit der Entwicklung Sport zu treiben, in der die Grundlagen für spätere Erfolge gelegt werden, aber auch allgemeinere Probleme wie das Verbot für Frauen, Autos zu fahren. Andererseits sah sie auch eine positive Entwicklung, die an ihrer und der Berufung von Shaherkani ersichtlich sei.
Vier Jahre später bei den Olympischen Spielen von Rio de Janeiro startete Attar im Marathon.

## Belege
1. ↑  Von wegen weiblichste Spiele aller Zeiten!
2. ↑  Resultate des 800-m-Frauenrennens 2012
3. ↑  Frauen aller Länder
4. ↑  Attar ist Saudi-Arabiens erste Leichtathletin (Memento vom 1. Dezember 2016 im Internet Archive)

| Personendaten    | Personendaten                  |
| ---------------- | ------------------------------ |
| NAME             | Attar, Sarah                   |
| KURZBESCHREIBUNG | saudi-arabische Leichtathletin |
| GEBURTSDATUM     | 27. August 1992                |
| GEBURTSORT       | Escondido, USA                 |